# Historia Caroli Magni
Die Historia Caroli Magni oder Historia Karoli Magni et Rotholandi (Geschichte Karls des Großen und Rolands), auch bekannt als Pseudo-Turpin, ist eine im 12. Jahrhundert verfasste Fälschung bestehend aus Legenden über den Spanienfeldzug Karls des Großen. Es wird auch als Buch IV des Codex Calixtinus bezeichnet, da er das älteste Manuskript der Historia enthält. Die Fälschung besteht darin, dass die Autorschaft Karls Zeitgenossen Turpin, Bischof von Reims, behauptet wird, und das Werk damit Authentizität als Chronik beansprucht. Aufgedeckt wurde der Betrug in der Renaissance. Das Werk war ausgesprochen populär und diente als Hauptquelle zu Karl dem Großen in Chroniken, Literatur und Ikonographie überall in Europa. Das Motiv der blühenden Lanze und der Tod Ferracutus fanden sogar Eingang in die Glasfenster der Kathedrale von Chartres.

## Herkunft
Die Historia Caroli Magni wurde durch den Hinweis auf Papst Calixt II. für authentisch erklärt, der aber bereits 1124 verstorben war, also bevor der Pseudo-Turpin irgendwann nach 1130 seine „Historia“ schrieb. Sie basiert nicht auf historischen Quellen, sondern auf der Tradition der Altfranzösischen Epik (der Chanson de geste), vor allem des Rolandslieds. Seine Popularität scheint aus der zweiten Hälfte des 12. Jahrhunderts zu stammen, aus der Zeit also, als erste Versionen des Liedes niedergeschrieben waren. Gaston Paris, der die Historia untersuchte, geht davon aus, dass die ersten fünf Kapitel im 11. Jahrhundert von einem Mönch aus Santiago de Compostela geschrieben wurden, während der Rest aus der Zeit zwischen 1109 und 1119 und von einem Mönch aus Vienne stammt, doch ist diese Auffassung umstritten. Ein Beweis für die Herkunft des Werkes liegt nicht vor.
Von der Historia Caroli Magni existieren 159 lateinische und 50 vernakulare Manuskripte.

## Inhalt
Karl der Große unternimmt nach Aufforderung durch Jakobus den Älteren, der ihm im Traum erscheint, vier Feldzüge, um die Sarazenen aus Spanien zu vertreiben. Im ersten Krieg führt er sein Heer nach Santiago de Compostela und erobert die ganze Halbinsel. Der zweite Krieg wird nötig, nachdem der afrikanische König Agolant das Land zurückerobert hat. Während dieses Krieges geschehen mehrere Wunder, wie das der Blumen, die aus den Lanzen der Ritter sprießen. Im dritten Krieg ist Agolant in Südwestfrankreich eingefallen und belagert Agen, wird aber gezwungen, sich bis Pamplona zurückzuziehen. Im vierten Krieg belagert Karl der Große Pamplona. Nach dem Tod Agolants verfolgen die fränkischen Truppen die Sarazenen über die Iberische Halbinsel.
In einer Geschichte innerhalb der Chronik, die den Kampf von David und Goliath nachempfindet, kämpft Roland gegen den sarazenischen Riesen Ferracutus (Ferraú), der die Stadt Nájera besetzt hält. Sie kämpfen zwei Tage und vereinbaren Waffenruhe für die Nacht. In der zweiten Nacht erfährt Roland, dass der Riese nur einen verwundbaren Punkt hat, seinen Bauchnabel. In der anschließenden Auseinandersetzung kann Roland Ferracutus mit diesem Wissen töten.
Nachdem der letzte sarazenische Heerführer geschlagen ist, besetzt Karl der Große Santiago mit erheblichem Militär und begibt sich auf den Rückweg nach Frankreich. Die Chronik erzählt nun das Rolandslied mit der Schlacht von Roncesvalles, in der Karls Nachhut mit Roland von den Brüdern Marsile und Baligant, Königen von Saragossa, aus dem Hinterhalt angegriffen wird, nachdem sie Ganelon zum Verrat gebracht haben. Roland tötet Marsile, wird aber selbst tödlich verwundet, schafft es aber noch, mit seinem Horn das Heer Karls des Großen zu rufen. Nachdem Karl die Sarazenen überwältigt hat, wird Ganelon abgeurteilt und hingerichtet. Der Körper des toten Roland wird nach Frankreich zurückgebracht. Dort stattet Karl der Große die Abtei Saint-Denis mit besonderen Privilegien aus, bevor er selbst stirbt.
Die Chronik endet mit mehreren Anhängen, darunter die angebliche Auffindung von Turpins Grab durch Papst Calixt II. sowie dessen Aufruf zum Kreuzzug.

## Interpretationen
Der Text wird als Versuch gewertet, die Reconquista sowie Pilgerreisen über den Jakobsweg nach Santiago de Compostela zu fördern – viele im Text erwähnte Orte liegen auf der Strecke.

## Einflüsse
Die Historia Caroli Magni wurde in ganz Europa ein großer Erfolg. Die Popularität des Werks zeigt sich unter anderem darin, dass es mindestens neun Übersetzungen ins Französische gibt, die alle etwa zur gleichen Zeit im 13. Jahrhundert in Nordfrankreich angefertigt wurden. Mittelalterliche Chronisten nutzten das Material zudem als Begründung für die Reconquista; es wurde auch zur Zusammenstellung der Grandes Chroniques de France (13.–15. Jahrhundert) herangezogen. Eine walisische Adaption befindet sich im Red Book of Hergest. Der Kampf zwischen Roland (Orlando) und Ferracutus findet sich auch im anonymen franko-venezianischen Epos L’Entrée d‘Espagne (um 1320, der Autor könnte aus Padua kommen) sowie im italienischen Epos La Spagna (14. Jahrhundert), das dem Florentiner Sostegno di Zanobi zugeschrieben wird und wohl zwischen 1350 und 1360 verfasst wurde.

### Übersetzungen und Adaptionen im insularen Raum
Neben lateinischen Abschriften der "Historia Caroli Magni" finden sich im insularen Raum, also Britannien, Irland und Island, Übersetzungen beziehungsweise Adaptionen in die jeweiligen Volkssprachen Mittelenglisch, Walisisch (Mittelkymrisch), Irisch (Frühneuirisch) und Isländisch (Altisländisch). Die folgende Tabelle gibt einen Überblick über die bisher bekannten Abschriften und Fragmente dieser Texte sowie bisher erfolgte Editionen.
| Region  | Überlieferte Abschriften | Editionen und Übersetzungen |
| ------- | --- | --- |
| England | "The Burghley Polychronion": San Marino, Henry E. Huntington Library, MS HM 28,561 | Stephen Shepherd: Turpines Story, Oxford und New York 2004. |
| Wales   | Aberystwyth, National Library of Wales: Peniarth 8a, saec. xiii/xiv Peniarth 7, saec. xiii/xiv Peniarth 10, saec. xiv med. Peniarth 8b, saec. xiii/xiv Cwrtmawr 2, 1543 Peniarth 9, saec. xiv Peniarth 4 & 5 (= White Book of Rhydderch), saec. xiv med. Oxford, Jesus College, 111 (= Red Book of Hergest), saec. xiv/xv                                        | Thomas Powell: Ystorya de Carolo Magno: From the Red Book of Hergest, London 1883. Robert Williams, Hartwell Jones: Selections from the Hengwrt Mss. preseved in the Peniarth Library. Vol. II, London 1892. Robert Williams: Ystorya de Carolo Magno: o Lyfr Coch Hergest. The history of Charlemagne. A translation of "Ystorya de Carolo Magno". With a historical and critical introduction., London 1907. Stephen J. Williams: Ystorya de Carolo Magno. O Llyfr Coch Hergest. Cardiff 1968. |
| Irland  | London, British Library, Egerton 1781 Chatsworth House, Book of Lismore Dublin, University College, A9 (vorher Killiney, Franciscan Library) Dublin, Trinity College, MS 1304 Dublin, King's Inns Library, MS 10 London, British Library, Egerton 92 Dublin, Royal Irish Academy, MS 90 Edinburgh, National Library of Scotland, Adv. 72.1.6 (vorher Gaelic VI.) | Douglas Hyde: Gabhaltais Shearluis Mhóir: The Conquests of Charlemagne, Dublin 1917. |
| Island  | Kopenhagen, Arna-Magnaean-Sammlung A.M. 180 c A.M. 180 a A.M. 180 b A.M. 531 | Carl Richard Unger: Karlamagnus saga ok kappa hans: Fortaellinger om Keiser Karl Magnus og hans Jaevninger, Christiana: 1860. Bjarni Vilhjálmsson: Karlamagnús saga og kappa hans, Reykjavík 1961. Constance B. Hieatt: Karlamagnús saga: The saga of Charlemagne and his heroes, Toronto 1975. |

Im Irischen und Isländischen ist außerdem jeweils zwischen zwei verschiedenen Rezensionen zu unterscheiden, welches im Walisischen noch nicht ausreichend untersucht wurde. Die früheste insulare Übersetzung stammt mit dem Altisländischen aus dem Anfang des 13. Jahrhunderts, gefolgt von der walisischen aus der Mitte des 13. Jahrhunderts, die irische Übersetzung wurde fast 150 Jahre später um 1400 angefertigt, die mittelenglische in der Mitte des 15. Jahrhunderts.

## Moderne Ausgaben
Die Historia wurde erstmals 1566 in Frankfurt gedruckt. Die vielleicht beste Ausgabe ist die von Ferdinand Castets unter dem Titel Turpini historia Karoli magni et Rotholandi (Paris, 1880). Sie wurde mehrfach ins Französische übersetzt, aber auch ins Deutsche, Englische und Dänische, zuletzt:
- Hans-Wilhelm Klein (Hrsg.): Die Chronik von Karl dem Grossen und Roland. Der lateinische Pseudo-Turpin in den Handschriften aus Aachen und Andernach, München 1986